# Леннард, Генри, 12-й барон Дакр
Генри Леннард, 12-й барон Дакр (англ. Henry Lennard, 12th Baron Dacre; 25 марта 1570 — 8 августа 1616) — английский дворянин, 12-й барон Дакр (1612—1616).

## Биография
Был вторым ребёнком из 11 детей в семье Маргарет Файнс и её супруга Сэмпсона Леннарда.
Летом 1596 года участвовал в сражении за Кадис; город был разграблен, а испанский флот, находившийся в гавани сожжён. За участие в этом сражении он был пожалован в рыцари. С 1597 по 1598 год он был членом парламента от Западного Лоо.
В 1612 году после смерти матери он унаследовал её титул и земли, став 12-м бароном Дакр.
Скончался 8 августа 1616 года от лихорадки в возрасте 46 лет; его наследником стал старший сын Ричард, ставший 13-м бароном Дакр.

## Семья
Был женат на Хрисогоне Бейкер, дочери сэра Ричарда Бейкера; у супругов было 7 детей (3 сына и 4 дочери).